# 崔秀麗
崔秀麗（？—），香港電影演員，在1986年至1991年間有演出的多部電影作品，其中曾在《原振俠與衛斯理》劇中裸身演出。

## 電影作品
- 1986年：《原振俠與衛斯理》（飾 芭珠）
- 1987年：《不夜天》
- 1987年：《城市麗人》
- 1987年：《義本無言》（飾 杜小麗）
- 1987年：《魔高一丈》 （飾 豹妹）
- 1988年：《盡訴心中情》
- 1991年：《驚天12小時》（飾 赤軍殺手綾子）